# Động Đầu
Động Đầu (chữ Hán giản thể: 洞头区, bính âm: Dòngtóu Qu, âm Hán Việt: Động Đầu khu) là một quận thuộc địa cấp thị Ôn Châu, tỉnh Chiết Giang, Cộng hòa Nhân dân Trung Hoa. Quận Động Đầu nằm ở cửa sông Âu. Đây là một trong 12 đơn vị hành chính cấp huyện là đảo của Trung Quốc. Quận Động Đầu này có diện tích mặt đất 100,3 km², diện tích mặt biển 792 km². Dân số của Động 125.000 người (2003). Quận này có 103 đảo nhỏ và 259 đảo san hô. Điểm cao nhất trong các đảo này có độ cao so với mực nước biển 391,8 m. Quận Động Đầu có các đơn vị hành chính trực thuộc gồm 6 trấn và hương.